# オールウェザー (競馬)
オールウェザー（All Weather）とは、競馬などで使用される馬場（走路）の一種、および、その馬場を構成する素材の総称である。全天候馬場、合成馬場、人工馬場ともいう。

## 概説
競馬でおもに使用されている馬場の種類には芝とダートがあるが、芝は使用しているうちに馬の蹄によって掘られて表面が荒れてしまい、競走馬の故障の原因となったり、見栄えも悪くなるといった欠点がある。また、荒れた馬場を修復するためには多くの手間と費用がかかり、とりわけ低温な欧州の冬季には競馬の開催そのものが困難となる。
一方、砂や土を使っているダートは表面をならすだけで修復できるが、乾くと人馬の健康上の被害や環境面での影響が懸念されている砂埃が発生したり、雨が降ると水溜りができたり流れたりしてしまう。また、砂煙が発生しているところに西日が当たると視界が悪くなり、これも競走中の人馬に危険を及ぼす恐れが指摘されている。
コースコンディションの維持は競馬の開催を行うためには不可欠であり、表面をならすのが容易でクッション性も高く、砂埃の発生が少なく、水はけもよいといった理想的なコンディションを維持できる馬場の開発は長年の研究課題とされ、さまざまな素材が開発された。このような人工素材を使用した馬場をオールウェザートラックやオールウェザーコースと呼ぶ。そのほかに合成馬場（Synthetic surface; シンセティック・サーフィス）や人工馬場（Artificial surface; アーティフィシャル・サーフィス）などとも呼ばれる。また、製品名をそのままオールウェザーと同様の意味で使用する場合もある。オールウェザーは競馬場や競走馬のトレーニングセンターのほか、乗馬用の馬場などにも導入されている。
2009年1月に発表されたワールド・サラブレッド・ランキングから、馬場の区分に従来の芝（Tと表記。Turfの略）とダート（Dと表記。Dirtの略）に加え、人工馬場（Aと表記。Artificial surfaceの略）が追加された。

## 各国の導入状況

### イギリス
イギリスでは20世紀末にポリトラックを使用した馬場がリングフィールド競馬場に設けられ、現在同国の4つの競馬場がポリトラックの馬場を有している。また同国の調教師の多くがポリトラックの馬場を調教に利用している。

### アメリカ
アメリカでは2000年代初頭から従来のダートに替わってオールウェザーの馬場で競走を行うべきだとする主張が有力になり、馬場の転換を図る競馬場が増加している。カリフォルニア州競馬委員会は、2007年末までに同州の主要競馬場へのオールウェザー導入を義務付けた。2011年に発表された調査によれば、過去2年間における延べ75万4,932頭の出走馬のうち、予後不良事故の発生は、ダート馬場で1,000頭につき2.14頭の割合であったのに対して、人工馬場では1.51頭の割合であり、有意に低い。
こうした流れを象徴したのが2008年と2009年のブリーダーズカップである。ブリーダーズカップは各地の競馬場の持ち回りで開催されてきたが、初めて、オールウェザーに改装したサンタアニタパーク競馬場で2年連続で開催された。
ところが、2008年のメインレースのブリーダーズカップ・クラシックでは、当時のアメリカのダートの最強馬カーリン（ダートのG1競走を6連勝中だった）が凡走し、ダート経験がないレイヴンズパスとヘンリーザナビゲーターに上位を独占されてしまった。これにより、アメリカ国内ではオールウェザーに対する反発が強まった。また、クッショントラックとプロライドという異なる素材を用いたサンタアニタ競馬場は水はけが悪く、開催が中止に追い込まれるケースが続発し、ダートに戻すことになった。
ブリーダーズカップは2009年もオールウェザー馬場で行われたが、その後2010年からはダートコースで行われている。
2021年3月、ガルフストリームパーク競馬場を運営する1/STは芝外周コースをオールウェザー馬場に変更することを発表した。これによりガルフストリームパーク競馬場は世界の競馬主要国において初となるダート、芝、オールウェザーの3つをコースを持つ競馬場に変更される。
科学的な調査結果こそないものの、脚部の軟部組織の疾病の発症率が高いのではないかとする声もあり、依然としてオールウェザー馬場による競馬開催に懐疑が寄せられている。

### ドバイ
ドバイでは2010年オープンのメイダン競馬場で導入された。メイダンでは、ナド・アルシバ競馬場に代わってドバイワールドカップミーティングが開催されることとなり、ドバイワールドカップをはじめダートで施行されていたレースはすべてオールウェザーでの施行となった。
しかしオールウェザーを嫌ったアメリカ調教馬がドバイワールドカップへの出場を見合わせるようになり、2014年には史上初めてアメリカ調教馬無しで開催された。この状況を受けて14-15年レーシングシーズンから、メイダンのオールウェザーコース（タペタ）を伝統的なダートコースに置き換えることとなった。

### 日本
日本では一部のトレーニングセンター、 あるいは牧場のトレーニング施設などで使用されている程度であったが、日本中央競馬会（JRA）は以前より、日本の高温多湿な天候が品質に及ぼす影響や、雨が降った場合にワックスなどがどの程度流れ出すかなどの環境面での影響を調査していた。
そして2007年11月16日、美浦トレーニングセンターに総工費約9億円をかけたニューポリトラックによる調教コースが開場した。南馬場Cコース（芝コース）において外柵（ラチ）側を約5メートル拡張し、幅員25メートルのうち外側の15メートル部分に敷設された。2007年朝日杯フューチュリティステークスの勝ち馬ゴスホークケンは、蹄が弱くウッドチップコースでは強い調教ができなかったが、このニューポリトラックコースによって万全の仕上げができたと言われ、開場早々顕著な成果を挙げた。また、ポリトラックの調教コースには、調教時間中に馬場整備をする車が入り調教を中断することがないため、混雑する時間がなく、神経質な馬でも順調に調教がこなせる利点もある。美浦に続いて、栗東トレーニングセンターでも従来のウッドチップによる調教コースを改修してニューポリトラックを導入、2009年10月2日に開場した。
地方競馬では、大井競馬場を運営する特別区競馬組合が千葉県の小林牧場（小林トレーニングセンター）内に全長1050メートル、坂路部分400メートルのニューポリトラックによる調教コースを建設。2010年6月から運用を開始した。また、大井競馬場の本コースをポリトラック馬場に変更する計画も進めており、実現すれば日本初のオールウェザーコース誕生となる。

## 素材の種類
オールウェザーとして使用される素材には、その配合や製造するメーカーによってさまざまな名称がある。
エクイトラック
砂にワックスを混合した素材。冬季に凍結することはないが、馬の足に油が付いて汚れたり、塊になって蹄の裏に付着するなどの欠点があったため、使用されなくなった。
ファイバーサンド
人工の繊維と砂を混合した素材。繊維と砂の比重が違うため、使用しているうちに分離してしまう欠点があった。エポキシ樹脂を混合することによって均一にすることが可能だが、樹脂に費用がかかる。現在、英国のサゾル競馬場で使用されている。
また、繊維を固めた状態で砂を入れることによってクッション性と水はけを両立した改良型である「ファイバーマット」が、東京競馬場のダートコースの水はけの悪い部分の路盤として使用されている。
スタロック
アメリカのスタビライザー・レーシングサーフィシズ社が製造している素材。フランスやトルコなどで使用されている。
現在の北米では、以下の4つの素材が主要な素材とされる。
ポリトラック
砂に、海底ケーブルの廃材として出る電線の被覆材、合成ゴムの破片などとワックスを混合した素材。イギリスのポリトラック社が製造している。ポリトラック開発のきっかけは障害馬術の馬場の改良で、障害馬術選手のマーティン・コリンズがはじめ電話線に被覆するポリ素材を使用したポリトラックを考案した。
ポリトラックを使用した競馬場では悪天候による開催中止が少なく、馬の故障も減少。芝やダートのように定期的に入れ替える必要がほとんどなく、コストダウンが可能といったさまざまな利点から、オールウェザーの導入が進むきっかけとなった素材。競馬場には1987年にイギリスで初めて導入された。
しかし、電線の被覆材の長さやワックスの配合によっては塊になって馬の蹄の裏に付いたり、競馬の際に馬が蹴り上げる量が多くなるなどの欠点があったため、その後改良が加えられて「ニューポリトラック」（現在の「ポリトラックエリート」）となった。
ポリトラックエリート
ポリトラックの欠点を解消するため、電線の被覆材の長さを短くしたり、ワックスの混合比率を変えるなどの改良を行ってできた素材。現在のポリトラック社の中心素材。イギリスのリングフィールド競馬場や、アメリカのアーリントンパーク競馬場（廃止）、カナダのウッドバイン競馬場などで使用されている。被覆材の配合量を変えた「ポリトラックプレミアム」も存在する。キーンランド競馬場も一時期導入していたが2014年秋にダート馬場に変更された。
ポリトラッククラシック
ポリトラックやニューポリトラックで使用されていた電線の被覆材が足りなくなったため、絨毯のくずなどを使用して作られた素材。かつてはエコトラックと呼ばれた。アメリカのターフウェイパーク競馬場などで使用されている。
クッショントラック
二酸化ケイ素を主成分とする砂に、ゴムのくず、化学繊維、特殊なワックスを混合した素材。クッショントラック・フッティングス社が製造している。ハリウッドパーク競馬場（廃止）などで使用されている。サンタアニタパーク競馬場も一時期導入していたが水はけの問題が生じ、使用を中止した。
プロライド
オーストラリアのプロライド社が製造している。ほかの合成素材と違い、ワックスを混入していないことを特徴とする。サンタアニタパーク競馬場が2008年にクッショントラックからプロライドに切り替えたが、またしても水はけの問題が解決できず、2011年にダートへ戻している。
タペタ
「タペタ」はラテン語でカーペットの意味。調教師のマイケル・ディッキンソンが考案した素材。アメリカのタペタ・フッティングス社が製造している。ディッキンソンの管理馬であるダホスがこの素材で調教され、脚部不安を克服して2年間の休養から復活したことで名を上げた。アメリカのゴールデンゲートフィールズ競馬場で使用されている。ドバイワールドカップが開催されるメイダン競馬場では開場から2014年まで導入していたが、同年にダートに変更された。

## 画像

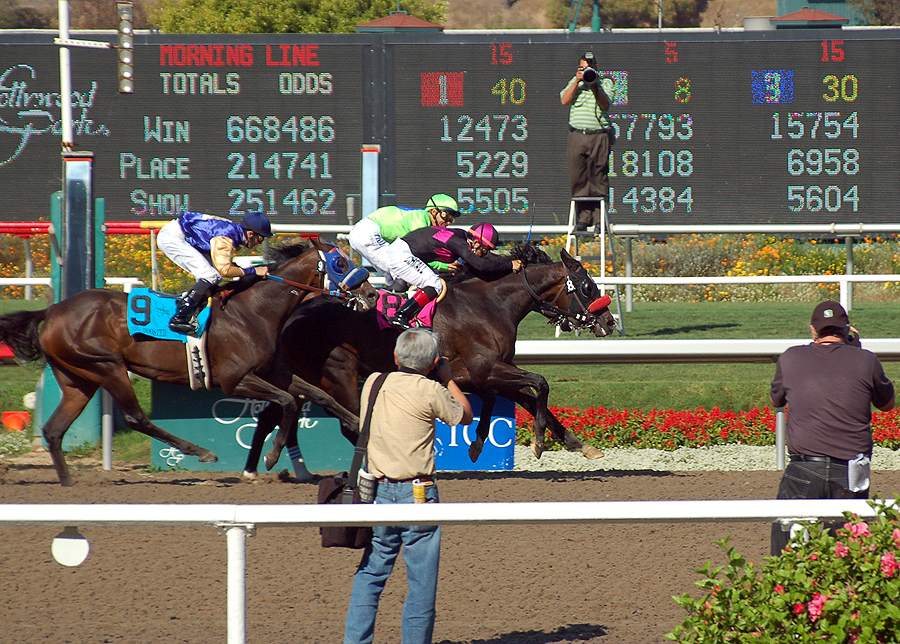
クッショントラック （ハリウッドパーク）
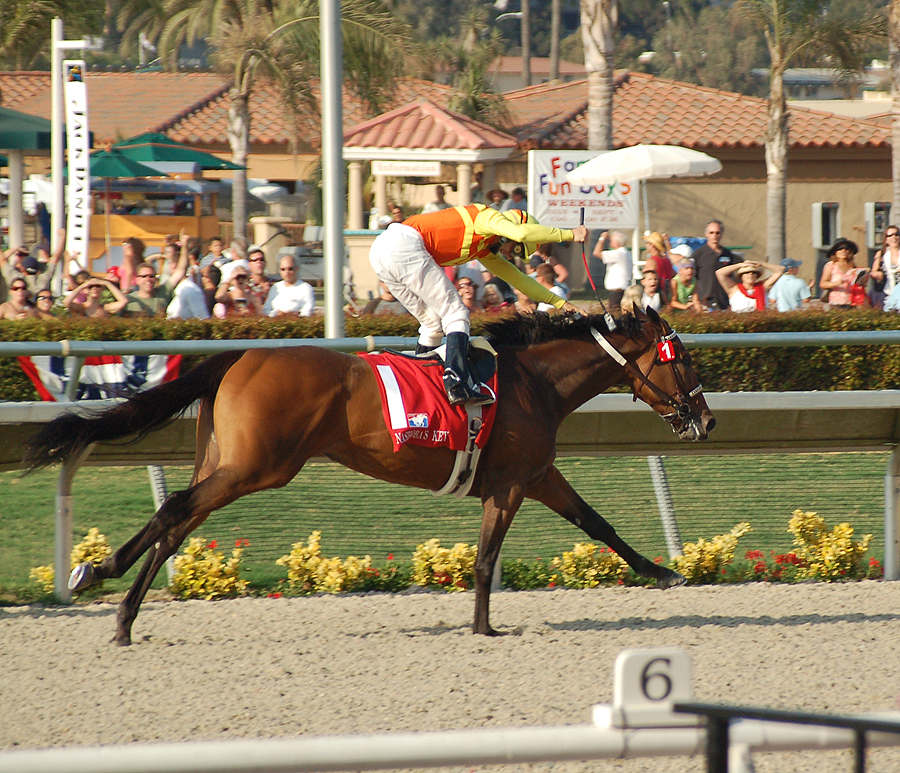
エコトラック （デルマー）
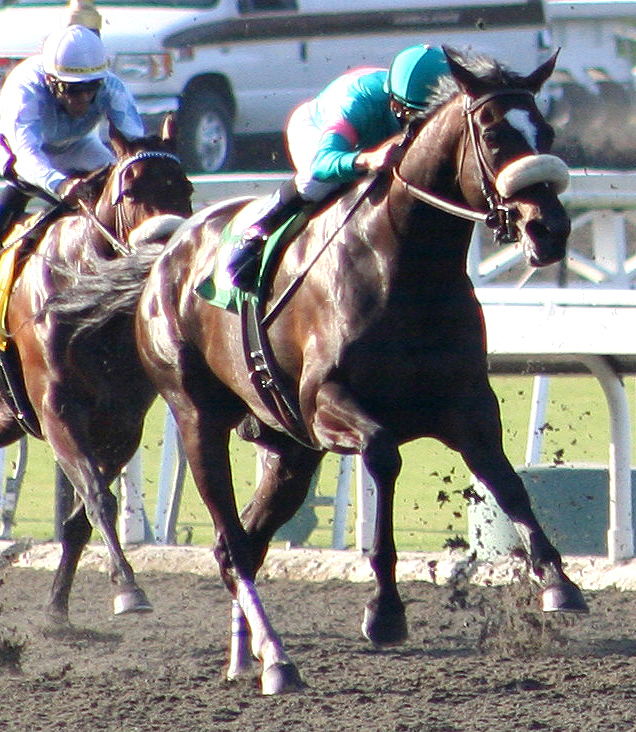
プロライド （サンタアニタパーク）

## 参考資料
- 「オールウェザートラックを検証する」『RIDE ON 22』 2007年3月7日放送、グリーンチャンネル。